# Liste des footballeurs internationaux de la Communauté des États indépendants
La liste des footballeurs internationaux de la Communauté des États indépendants comprend tous les joueurs de football ayant évolué en Équipe de la Communauté des États indépendants. Cette sélection remplace l'équipe d'Union soviétique lors de l'année 1992 dans le but de disputer l'Euro 1992. Au total 10 matchs ont été disputés : 7 amicaux et 3 matchs de poules de l'Euro.

## Liste
| Nom                     | Date de naissance | Date de décès  | Sélections | Buts |
| ----------------------- | ----------------- | -------------- | ---------- | ---- |
| Sergueï Aleïnikov       | 7 novembre 1961   |                | 4          | 1    |
| Igor Chalimov           | 2 février 1969    |                | 4          | 0    |
| Dmitri Cheryshev        | 11 mai 1969       |                | 3          | 0    |
| Sergueï Choustikov      | 30 septembre 1970 | 7 janvier 2016 | 2          | 0    |
| Igor Dobrovolski        | 27 août 1967      |                | 4          | 1    |
| Dmitri Galiamine        | 8 janvier 1963    |                | 1          | 0    |
| Sergueï Iouran          | 11 juin 1969      |                | 3          | 0    |
| Andreï Ivanov           | 6 avril 1967      | 19 mai 2009    | 2          | 0    |
| Andreï Kanchelskis      | 23 janvier 1969   |                | 6          | 0    |
| Valeri Karpine          | 2 février 1969    |                | 1          | 0    |
| Dmitri Kharine          | 16 août 1968      |                | 9          | 0    |
| Dmitri Khlestov         | 21 janvier 1971   |                | 3          | 0    |
| Sergueï Kiriakov        | 1er janvier 1970  |                | 9          | 4    |
| Valeri Kleymyonov (en)  | 10 septembre 1965 |                | 2          | 0    |
| Igor Kolyvanov          | 6 mars 1968       |                | 5          | 1    |
| Igor Korneïev           | 4 septembre 1967  |                | 1          | 0    |
| Vassili Koulkov         | 11 juin 1966      |                | 1          | 0    |
| Dmitri Kuznetsov        | 28 août 1965      |                | 8          | 0    |
| Oleg Kuznetsov          | 22 mars 1963      |                | 5          | 0    |
| Igor Lediakhov          | 22 mai 1968       |                | 7          | 1    |
| Vladimir Lioutyi        | 20 avril 1962     |                | 3          | 0    |
| Sergueï Mandreko        | 1er août 1971     |                | 4          | 0    |
| Aleksandr Mostovoï      | 22 août 1968      |                | 2          | 0    |
| Oleksiy Mykhaylychenko  | 30 mars 1963      |                | 5          | 0    |
| Yuriy Nykyforov         | 16 septembre 1970 |                | 4          | 0    |
| Viktor Onopko           | 14 octobre 1969   |                | 4          | 0    |
| Andreï Piatnitski       | 27 septembre 1967 |                | 5          | 2    |
| Oleg Sergueïev          | 29 mars 1968      |                | 4          | 1    |
| Stanislav Tchertchessov | 2 septembre 1963  |                | 2          | 0    |
| Andreï Tchernychov      | 7 janvier 1968    |                | 8          | 0    |
| Igor Tchougaïnov        | 6 avril 1970      |                | 4          | 0    |
| Omari Tetradze          | 13 octobre 1969   |                | 3          | 0    |
| Kakhaber Tskhadadze     | 7 septembre 1968  |                | 6          | 1    |
| Akhrik Tsveiba          | 10 septembre 1966 |                | 7          | 1    |